# Голден Эрроуз
«Ламонтвиль Голден Эрроуз» (англ. Lamontville Golden Arrows Football Club) или просто «Голден Эрроуз» — южноафриканский футбольный клуб из Дурбана, основанный в 1943 году. Выступает в Премьер-лиге ЮАР. Домашние матчи проводит на стадионах «Кинг Звелитини» и «Кингз Парк», вмещающих 20 000 и 55 000 зрителей соответственно.

## История
«Голден Эрроуз» является одним из старейших клубов ЮАР. Однако, несмотря на свою продолжительную историю, клуб ни разу не добивался хоть сколько бы то ни было значимых успехов. Главным на данный момент достижением клуба является пятое место в Премьер-лиге ЮАР в сезонах 2002/2003 и 2008/2009.